# Scorticateli vivi
Scorticateli vivi è un film italiano del 1978 diretto da Mario Siciliano. Il film è stato girato per sfruttare il successo de I 4 dell'Oca selvaggia.

## Trama
Il colonnello Franz Kübler guida una squadra di mercenari in una nazione africana senza nome.